# Basile Meunier
Basile Meunier (28 november 1981) is een Belgische atleet en paralympiër.
Op de Paralympische Spelen van Rio in 2016 werd Meunier voor België zevende op de 1500 m.

## Palmares
- 2016: Paralympische Spelen Rio, 1500m, 7de
- 2015: Wereldkampioenschap Doha, 1500m, 9de
- 2015: Wereldkampioenschap Doha, 800m, 17de
- 2015: Europees Kampioenschap Grosseto, 1500m 8ste
- 2015: Europees Kampioenschap Grosseto, 800m 7ste
- 2014: Europees Kampioenschap Swansea, 1500m 4de
- 2014: Europees Kampioenschap Swansea, 800m 4de